# Walter Cancela
Ruben Walter Cancela Vilanova (Montevideo, 18 de septiembre de 1947-ib., 15 de octubre de 2019) fue un economista, docente y político uruguayo perteneciente al Partido Demócrata Cristiano, Frente Amplio.

## Biografía
Licenciado en Economía de la Facultad de Ciencias Económicas de la Universidad de la República, obtuvo posgrados en Finanzas Internacionales y en Políticas de Desarrollo entre 1983 y 1986.
Entre 1970 y 1978 fue funcionario del Banco Central del Uruguay. Posteriormente trabajó en el Centro Cooperativista Uruguayo (1978-1985). Entre 1975 y 1990 fue investigador en el Centro Latinoamericano de Economía Humana (Claeh), donde llegó a ejercer la Presidencia. Además, se desempeñó como asesor de ONU y de la Comisión Europea en Uruguay (1990-2000).
Fue docente en la Universidad de la República donde llegó a ocupar la cátedra de la materia "Economía Monetaria" en la Facultad de Ciencias Económicas y Administración y fue profesor titular de Economía en la Facultad de Arquitectura. También impartió clases en la UCUDAL. Es autor de varias publicaciones (libros y revistas especializadas).
Desde el 1.º de agosto de 2003 hasta el 10 de marzo de 2005 se desempeñó como director del Instituto de Economía de la Facultad de Ciencias Económicas y Administración de la Universidad de la República. Entre el 10 de marzo de 2005 y el 25 de octubre de 2008 ocupó la presidencia del Banco Central del Uruguay. En noviembre de 2008 fue designado como director general para Asuntos Económicos Internacionales, Mercosur e Integración del Ministerio de Relaciones Exteriores de Uruguay. En enero de 2009 fue designado miembro titular y coordinador de la delegación que representa a Uruguay ante el Mercosur. El 1 de octubre de 2010 asumió como Embajador Extraordinario y Plenipotenciario de la República ante el Reino de Bélgica, el Gran Ducado de Luxemburgo y Jefe de la Misión Permanente ante la Unión Europea, funciones que cumplió hasta el 30 de septiembre de 2015.
Coordinó la separata Detrás de los números del semanario Brecha. 
Falleció a consecuencia de un cáncer de esófago que padecía desde hacía varios años.